# Rubberfabriek Radium
De Rubberfabriek Radium was een fabriek in de Nederlandse stad Maastricht, die aanvankelijk fiets- en autobanden, schoenzolen en andere huishoudelijke producten van rubber vervaardigde, later voornamelijk schuimrubber (als onderdeel van Vredestein). Het bedrijf was gevestigd op het Maastrichtse industrieterrein Bosscherveld. 
Een deel van de oorspronkelijke activiteiten worden elders in de stad voortgezet door Rubber Resources, eigendom van het Indiase Elgi Rubber Company. Het oude fabriekscomplex aan de Cabergerweg en Lage Frontweg is ten dele gesloopt. Enkele monumentale onderdelen, met name de Cokesfabriek, het kantoorgebouw, het laboratorium- en werkplaatsencomplex en de Radium fabrieksschoorsteen, zijn bewaard gebleven en hebben voor een deel een culturele bestemming gekregen ("Het Radium").

## Geschiedenis

### Oprichting

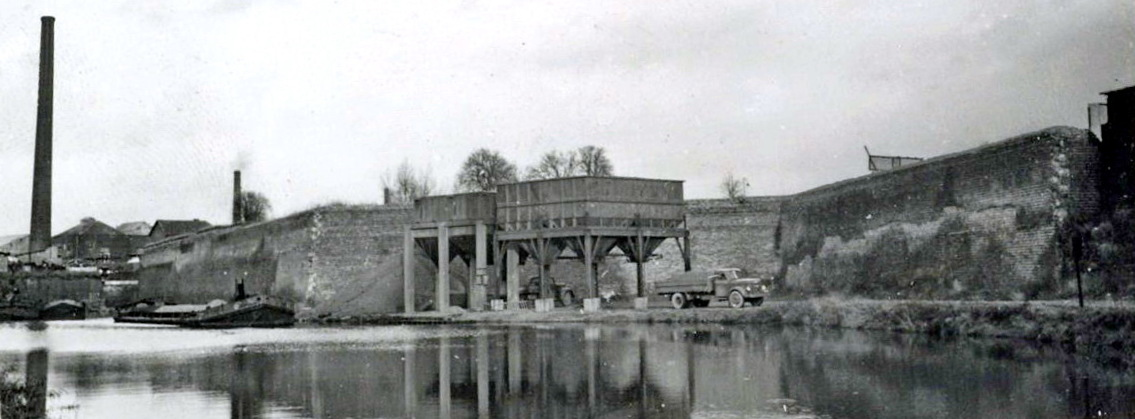
Het 'verrommelde' gebied van de Lage Fronten vanaf de Havenkom, ca. 1950

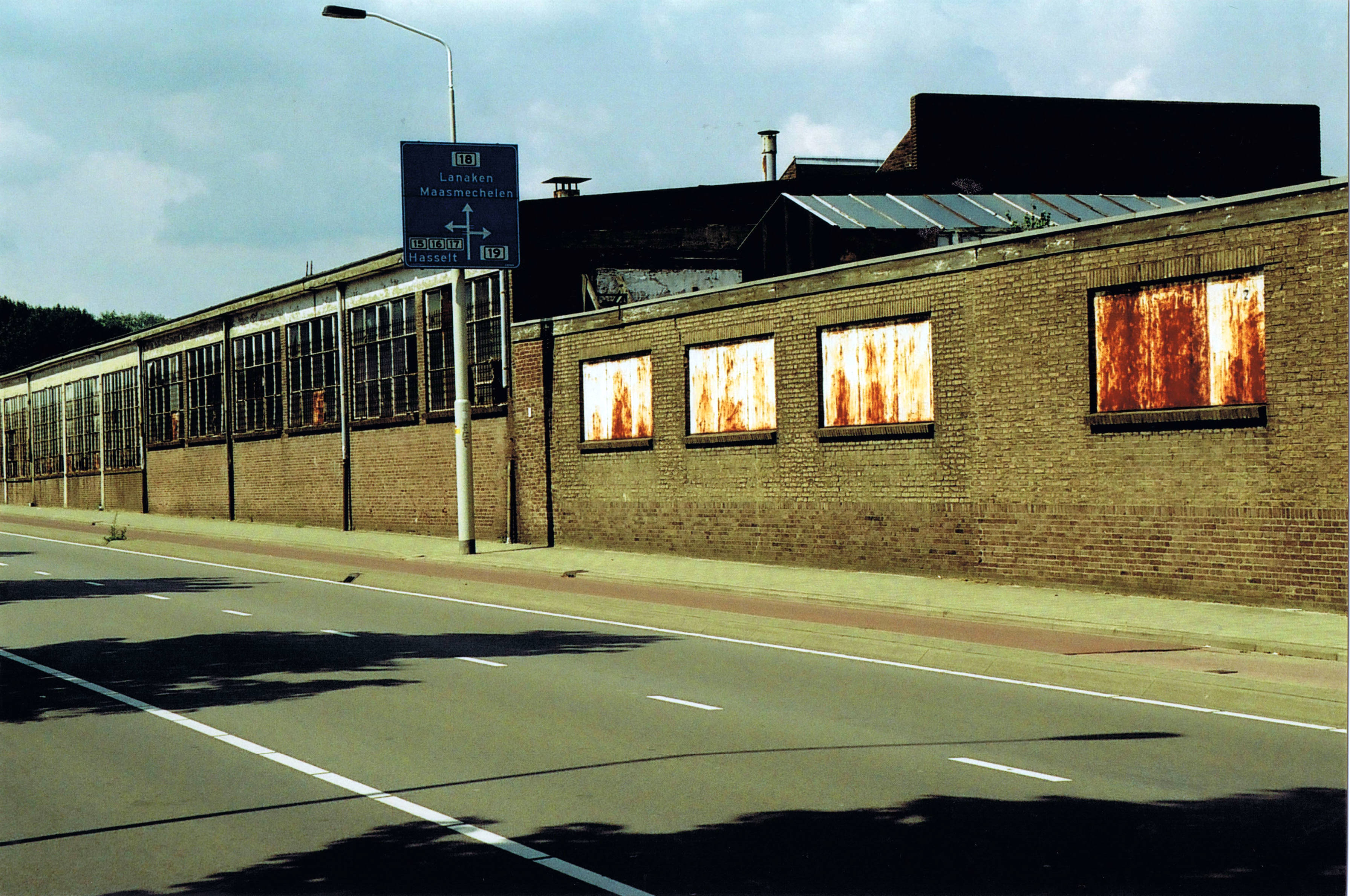
Fabrieksgebouwen achter de muur aan de Cabergerweg in 2007. Gesloopt omstreeks 2015

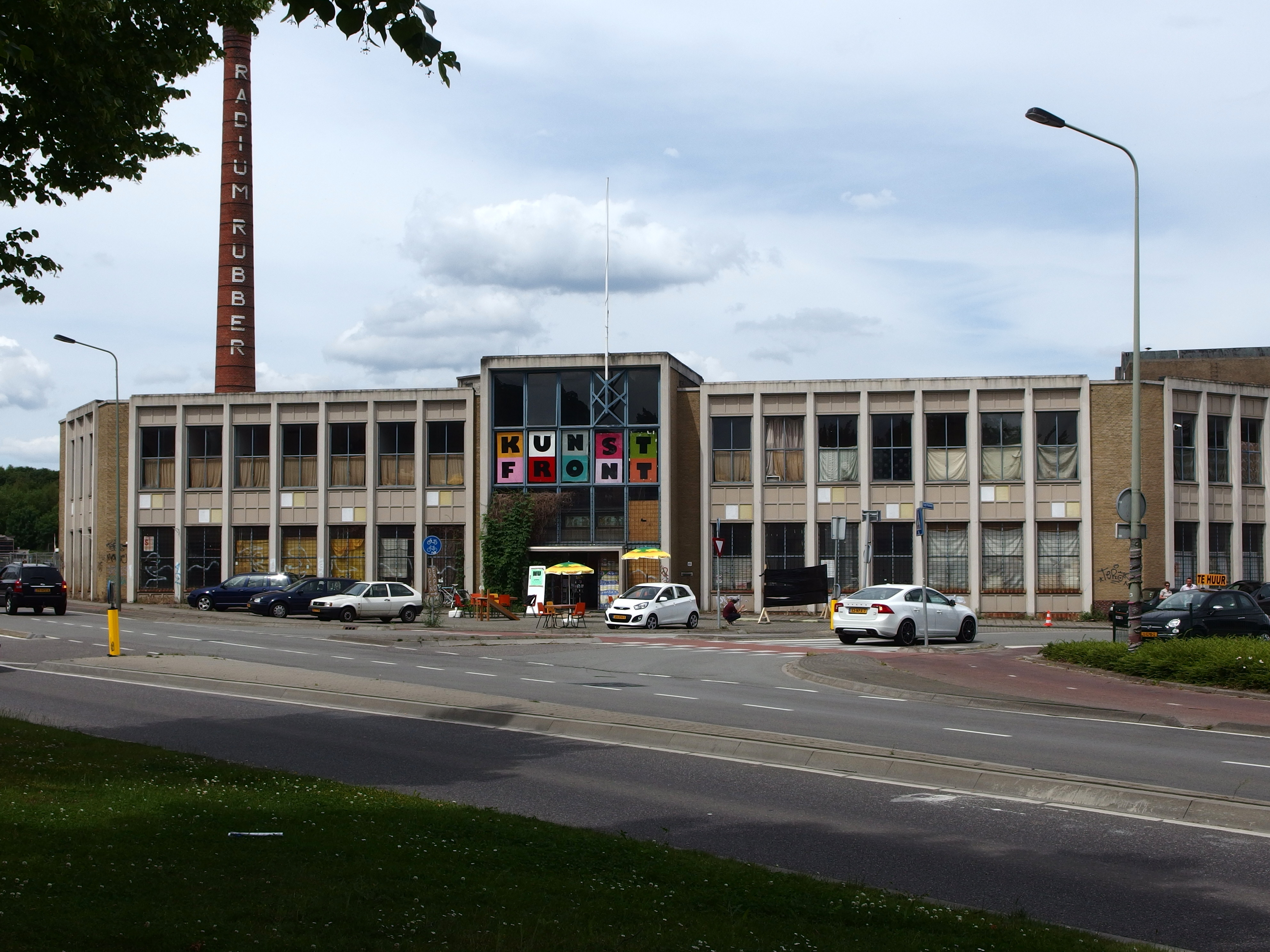
Industrieel monument: Vredestein-kantoor (Op ten Noort & Blijdenstein, 1957)

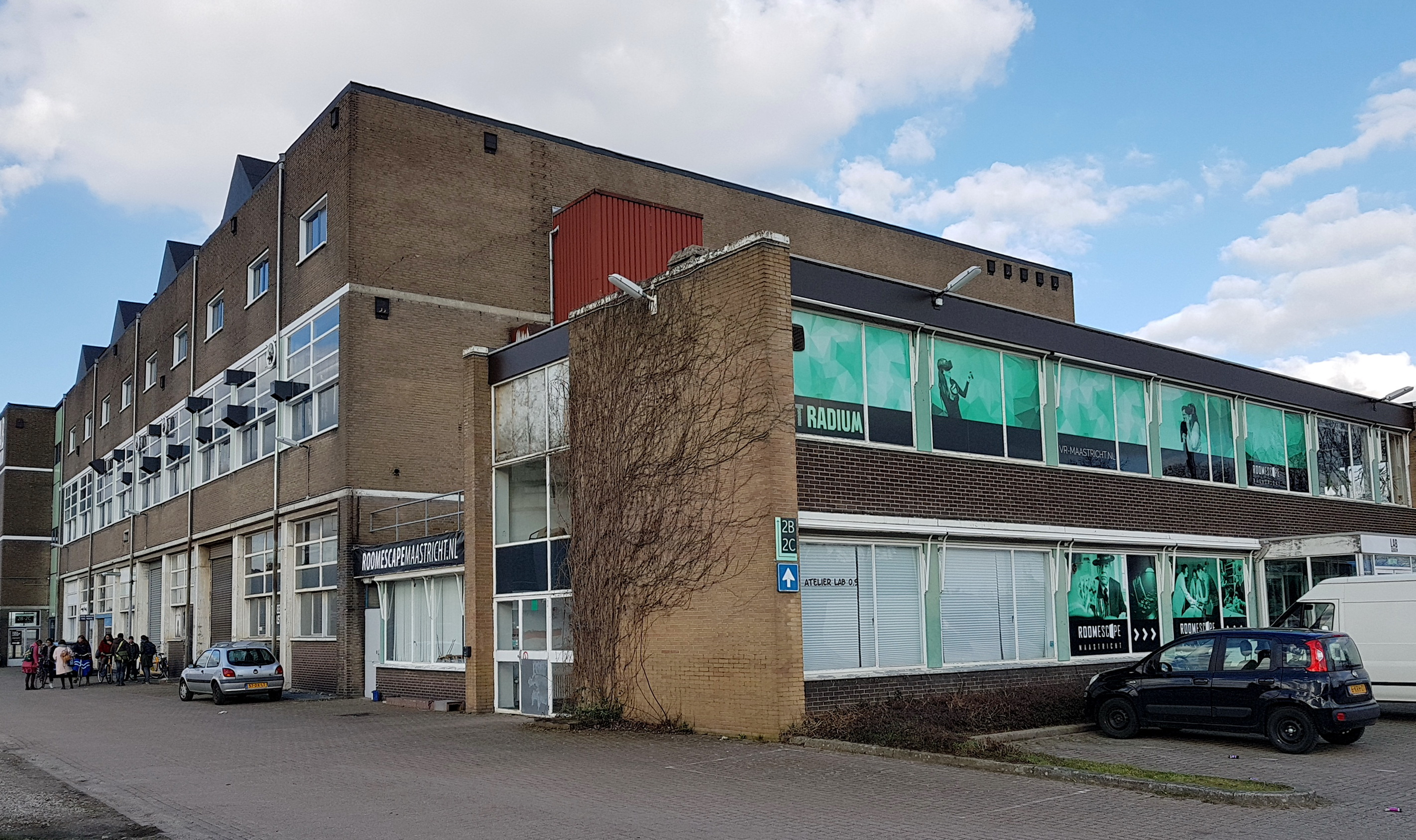
LABgebouw met culturele functies in 2018

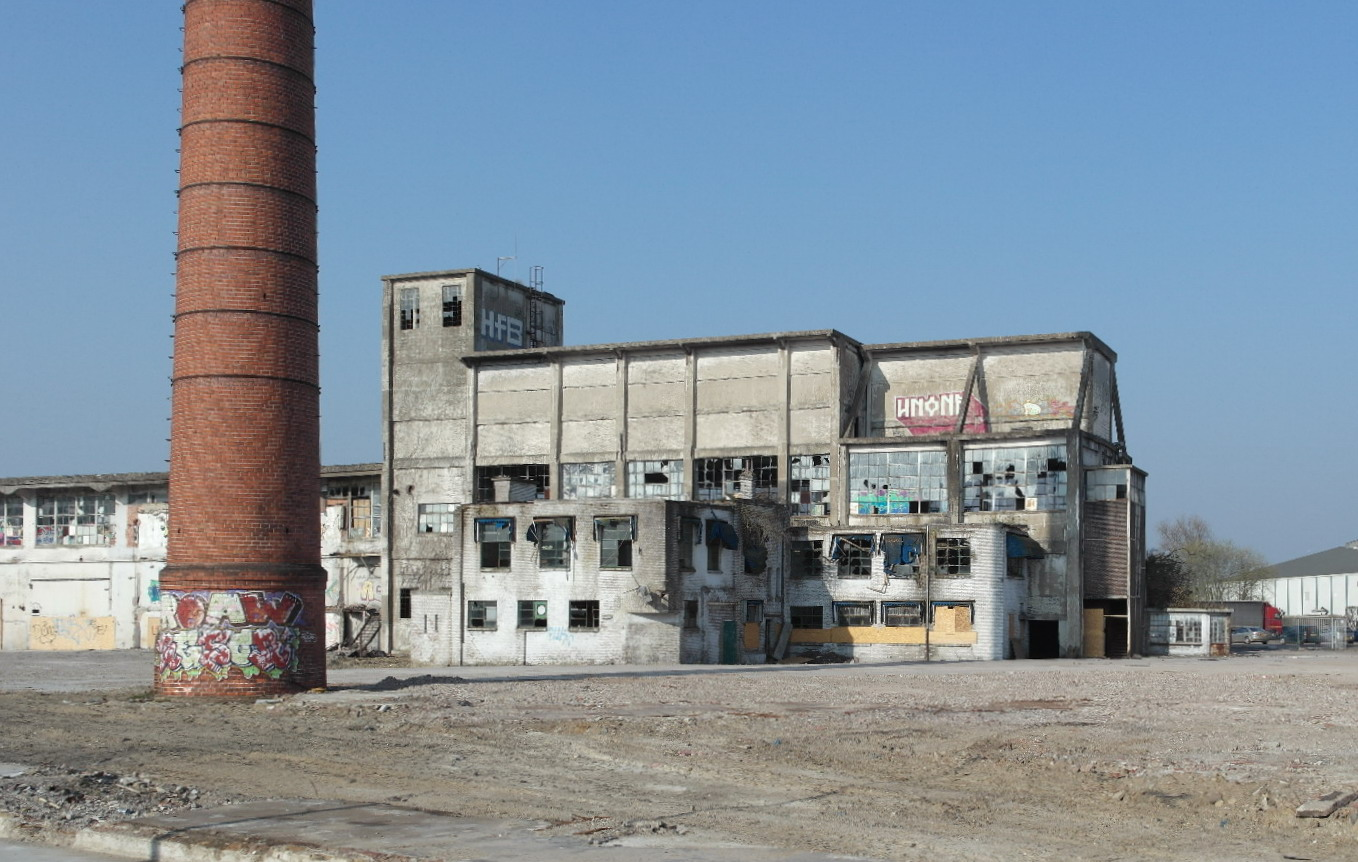
De vervallen Cokesfabriek in 2014

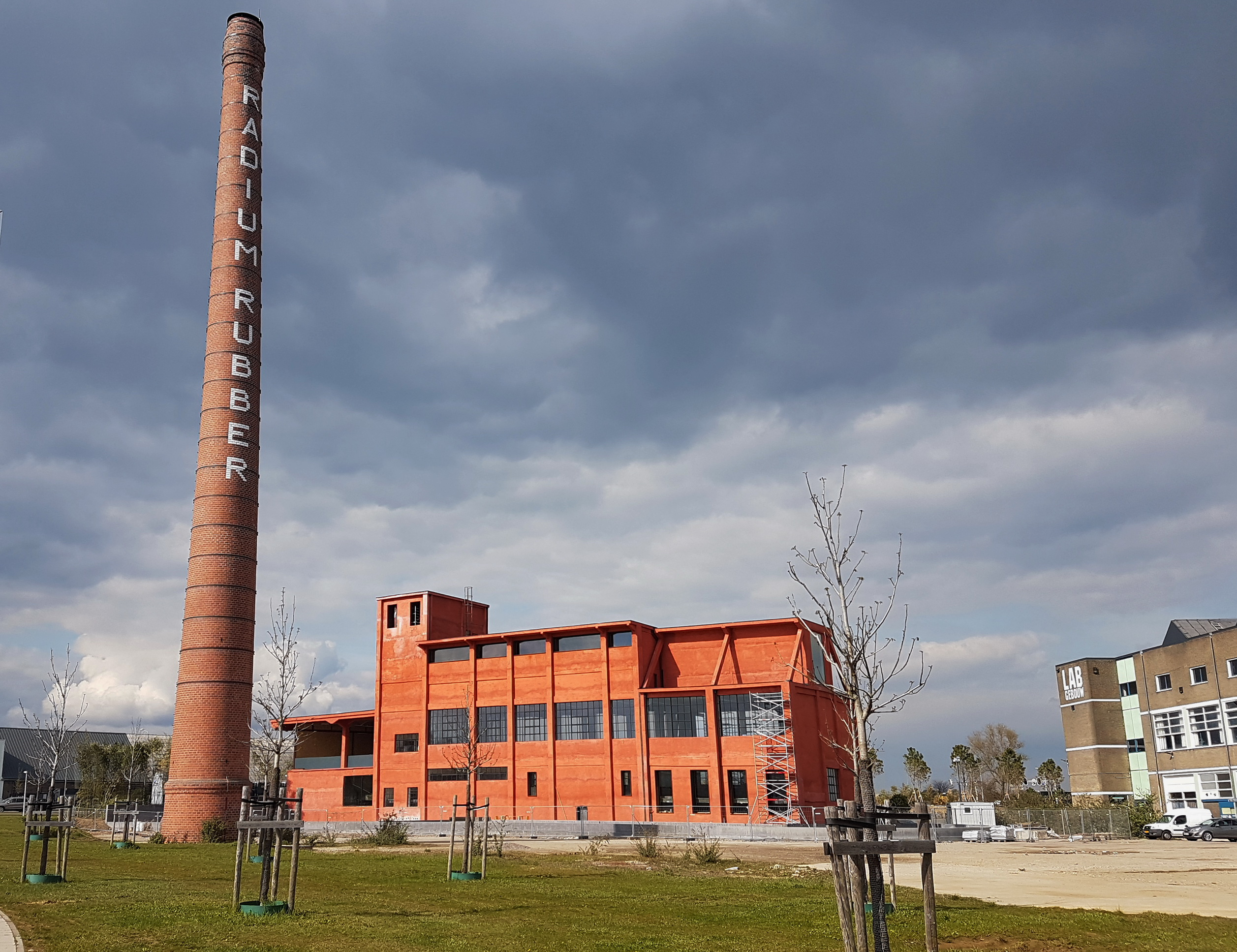
De Cokesfabriek na restauratie in 2021. Links de gerestaureerde schoorsteen

De fabriek werd in 1938 opgericht door de heren Hayen, Groenen, Jongen en Reintjens, die voordien werkzaam waren bij de Maastrichtsche Zinkwit Maatschappij. Zij richtten de Bataafsche Rubber Industrie (BRI) op; de merknaam was Walram. De fabriek werd gevestigd op het terrein van de failliete gemeentelijke gasfabriek in het Bosscherveld, deels op en tussen de vestingwerken van de Lage Fronten.
Reeds eerder was in Maastricht, aan de Lage Kanaaldijk, een rubberverwerkende fabriek gevestigd, de Rubberfabriek Holland. Deze produceerde ook fietsbanden, die ze verkocht onder de merknaam "Radium". In 1937 ging die fabriek failliet, waarop BRI de boedel overnam, waarbij vooral de reeds bekende merknaam een rol speelde. De merknaam Walram werd sindsdien geleidelijk vervangen door de merknaam Radium, die ook de schoorsteen van de fabriek tooide.
Het aantal medewerkers, aanvankelijk een dertigtal, nam in één jaar toe tot 100, om in de jaren zestig te stijgen tot ongeveer 1.600. Het technisch personeel werd aanvankelijk vooral geworven in de Belgische grensstreek.

### Schuimrubber
In 1949 werd de maatschappij Radium Latex opgericht. De bedoeling was om de nieuwe stof schuimrubber uit natuurrubber te produceren en daar producten van te vervaardigen. Tot de toepassingsmogelijkheden behoorden: matrassen, schuimzolen, scooterzadels, vormkussens, schoudervullingen en borstprothesen. De fabriek werd geopend in 1951 en de productie groeide snel. De productie geschiedde op basis van natuurrubber, die vloeibaar werd gemaakt en dan met een verstijvingsmiddel werd opgeklopt tot een schuimmassa, waarna vulkanisatie volgde door verhitting.
Men vervaardigde vooral matrassen en vormkussens voor autobussen, treinen en vliegtuigen. In 1954 werd ook een goedkoper alternatief, vervaardigd uit polyetherschuim, geproduceerd. Vanaf 1959 werd ook synthetisch rubber verwerkt, toen nog voor 2% van de productie, en in 1963 reeds 58% van de productie. In 1955 werd ook polyesterschuim geproduceerd. Uiteindelijk bleven, van alle ooit voorgestelde producten, de vormkussens over voor voertuigen en voor meubelen, alsmede de matrassen. Verder werd singelband vervaardigd, dat voor de ondervering van bankstellen werd benut.

### Vredestein
In 1959 werd Radium Latex overgenomen door Vredestein. De schuimrubberafdeling van de Heveafabriek te Heveadorp verhuisde naar Maastricht. Andere producten, met name de fietsbanden, werden naar de andere Vredesteinfabrieken overgebracht. Een licentie-overeenkomst voor het vriesschuimprocedé Talalay werd in 1960 gesloten. De producten kregen de merknaam Perfolatex. Het polyether, vanouds ingekocht bij de Heveafabriek, die in 1967 afbrandde, werd vanaf 1968 te Maastricht geproduceerd.
Er bestond ook reeds een activiteit in het recyclen van schuimrubber en polyether. De brokken werden samengeperst en onder verhitting gevulkaniseerd, waarbij rubbermatten voor sporthallen en geluidsisolerende platen ontstonden, welke onder de naam Polypress werden verkocht.
Naast de vestiging te Maastricht had de productgroep Schuimen en Matrassen nog vestigingen in Oberstenfeld en Detmold. Eind jaren zestig werden twee matrassenfabrieken overgenomen, Olga te Leiden en Union te Drachten. In Maastricht vond de grondstofproductie plaats. Een typisch product was ook het vervaardigen van drijvers voor baggerleidingen.
Het artikelenpakket werd geleidelijk uitgebreid, maar werd later teruggebracht tot enkel schuimrubber, nadat in 1970 ook in Maastricht de polyetherfabriek afbrandde.

### Rubber Rescources
In de jaren zeventig raakte het Vredesteinconcern in moeilijkheden. Het tot Radium Foams omgedoopte Maastrichtse bedrijf werd in 1978 een zelfstandige dochter. In hetzelfde jaar werd een snijbedrijf te Tricht opgericht, ten behoeve van de Culemborgse meubelindustrie.
In 1991 werd Radium Foams overgenomen door de Bredase firma Vita Interfoam. Het Vredestein-gedeelte werd door een hekwerk afgesplitst en werd deel van de Comfort Foam Division van dat bedrijf. In 1996 werd in Maastricht een nieuwe fabriek geopend. De matrassenfabriek, onder de naam Beddington opererend, werd in 1996 verkocht aan het Britse bedrijf Relyon en in 1997 gesloten, waarbij 40 mensen hun baan verloren. De moderne Vita Talalay-fabriek bestaat nog steeds.
De recyclingfabriek zette haar werk voort onder de naam Rubber Resources. Ze recycleert tegenwoordig ook autobanden en dergelijke. Bij het bedrijf werken ongeveer 90 personen. Rubber Resources verhoogde in 2011 de omzet van € 20,2 mln naar € 22,5 mln. Eigenaar van het bedrijf is sinds 2011 het Indiase Elgi Rubber Company in Coimbatore.
Vanaf 2014 zet het bedrijf zijn activiteiten voort op een andere locatie in het industriegebied Beatrixhaven (voormalige Koninklijke Sphinx-locatie).

## Industrieel erfgoed
Een deel van de fabrieksgebouwen in het Bosscherveld is gesloopt ten behoeve van de aanleg van een nieuwe verbindingsweg tussen de Noorderbrug en Maastricht-West. Enkele monumentale gebouwen bleven gespaard, met name het LAB-gebouw, een deel van de Cokesfabriek (sinds 2005 een rijksmonument), het Radium-Vredestein kantoorgebouw en de markante bakstenen schoorsteen (beide gemeentelijk monumenten). Het LABgebouw aan de Lage Frontweg was tot eind 2014 in gebruik als laboratorium, werkplaats, kantoor en opslag voor Rubber Resources en is na die tijd omgevormd in een kunstencentrum met ruimte voor onder andere Toneelgroep Maastricht (sinds 2016) en Forza Fashion House, een tijdelijke modewerkplaats van Fashionclash. Verder zijn er een boulderhal en escaperooms in het complex gevestigd. De Cokesfabriek (Wiebenga, 1912) is in 2019 overgenomen door de kunstenaar-ontwerper Valentin Loellmann, die er een in het oog springend kunstobject annex kunstencentrum van gemaakt heeft (deels nog in ontwikkeling). Voor het voormalige kantoorgebouw van Vredestein (Op ten Noort & Blijdenstein, 1957) is nog geen definitieve bestemming gevonden. Tot november 2019 waren hier de culturele organisaties Kunstfront en Mandril Cultural & Political Centre gevestigd. Een plan om er diverse maatschappelijke organisaties (o.a. de voedselbank en een fietsbank) in onder te brengen vond geen doorgang. Anno 2023 wordt het pand gerenoveerd.